# Гегель, Георг Вильгельм Фридрих
Гео́рг Вильге́льм Фри́дрих Ге́гель (нем. Georg Wilhelm Friedrich Hegel (немецкий: [ˈɡeːɔʁk ˈvɪlhɛlm ˈfʁiːdʁɪç ˈheːɡl̩]); 27 августа 1770, Штутгарт — 14 ноября 1831, Берлин) — немецкий философ. Он считается одной из самых важных фигур в немецком идеализме и одним из основоположников западной философии, чьё влияние распространяется на весь спектр современных философских проблем, от эстетики до онтологии и политики, как в аналитической, так и в континентальной традиции.
Достижением Гегеля была разработка отличительной формулировки идеализма, иногда называемого абсолютным идеализмом, в котором преодолевается дуализм разума и природы, субъекта и объекта. В отличие от Иммануила Канта, который считал, что субъект накладывает априорные чистые понятия рассудка на чувственные данные, Гегель полагает, что чистые понятия развёрнуты в самой реальности. Чистые понятия не применяются субъективно к восприятиям — напротив, вещи существуют для своего понятия. Единство понятия и реальности — это идея. Сама идея самоопределяющаяся, самодвижущаяся и целенаправленная. В жизни части тела объединяются для конечной цели — актуализации живого организма. Неорганическая природа также основана на понятии, но является лишь «скрытой» и не полностью самоопределяющейся. Дух (нем. Geist) — высшая форма жизни и идеи. Дух — это коллективное целеполагание и род человека, в равной степени субстанция и субъект, то есть, дух — это не только живая органическая субстанция, но и субъект, вовлечённый в сложные нормативные и социальные пространства. Гегель также известен своей диалектической логикой, которая в основном содержится в его «Науке логики». В этой книге Гегель начинает с единства и противоположности бытия и ничто и снятия их противоречия в противоречии наличного бытия (нем. Dasein) и бесконечности. Логика продвигается вперёд через противоречия и их снятие до тех пор, пока больше не остаётся противоречий, которые можно снять. Это и есть абсолют, который для Гегеля есть идея.
Гегель оказал противоречивое влияние на самых разных мыслителей и писателей. Например, теолог Пауль Тиллих писал, что историческая диалектическая мысль Гегеля «повлияла на мировую историю более глубоко, чем любой другой структурный анализ». В своей работе «Систематическая теология» Тиллих назвал работы Гегеля «совершенным эссенциализмом», позже написав, что «эссенциализм был осуществлён в системе Гегеля». Карл Барт описал Гегеля как «протестантского Аквината», в то время как Морис Мерло-Понти писал, что «все великие философские идеи прошлого века — философия Маркса и Ницше, феноменология, немецкий экзистенциализм и психоанализ — зародились у Гегеля». Майкл Хардт подчеркнул, что корни постструктурализма и его объединяющей основы лежат, в значительной степени, в общей оппозиции не к философской традиции в целом, а конкретно к «гегелевской традиции», доминировавшей в философии XX века до постструктурализма.
Многие из влиятельных представителей экзистенциализма, постструктурализма и теологии XX века считают работы Гегеля «завершением философии». Жак Деррида писал о Гегеле в своей работе «О грамматологии», что «если бы существовало определение различения, оно было бы как раз пределом, прерыванием, разрушением гегелевского диалектического синтеза, где бы он ни работал». Мартин Хайдеггер заметил в своей работе 1969 года «Тождество и различие» и в своих личных «Чёрных тетрадях», что система Гегеля в важном отношении «прекращает западную философию», доводя до предела идею логоса, самоподдерживающейся основы, посредством отождествления бытия и бытийствующих существ, что является «темой логики»: «Это … бесспорно, что Гегель, верный традиции, видит вопрос мышления в существах как таковых и в целом, в движении бытия от его пустоты к его развитой полноте». Хайдеггер в различных местах далее заявлял, что мысль Гегеля является «самой мощной мыслью Нового времени».

## Биография

### Ранние годы: 1770—1801

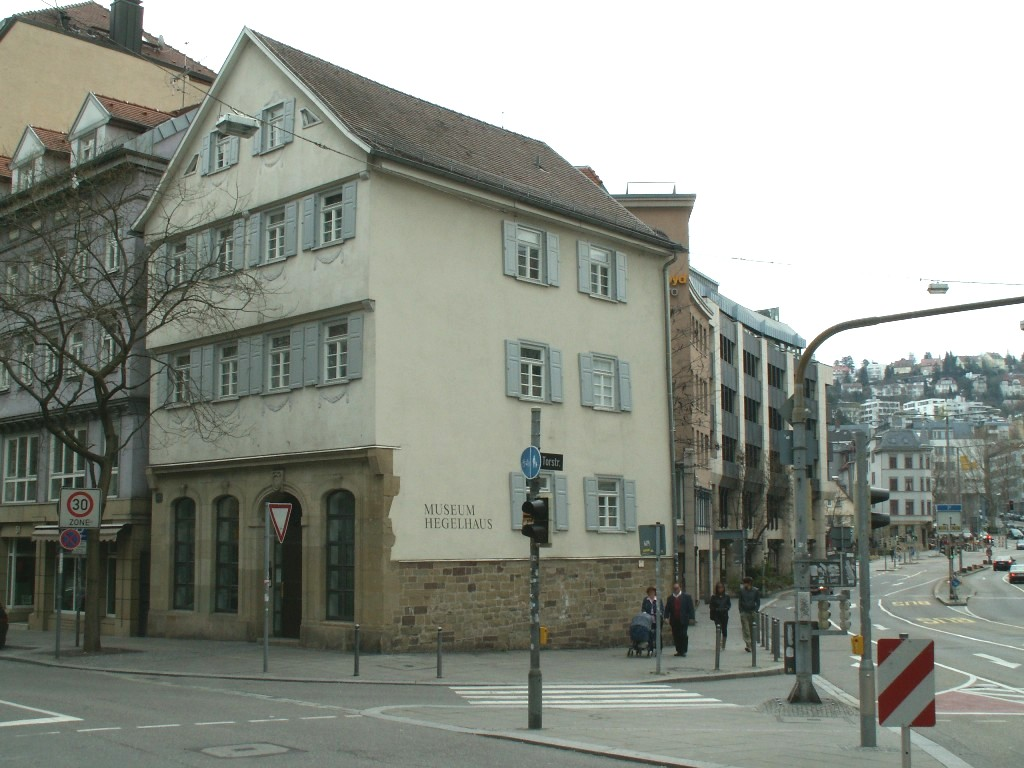
Дом в Штутгарте, в котором родился Гегель

Гегель родился в Штутгарте 27 августа 1770 года, в семье высокопоставленного чиновника — Георга Людвига Гегеля (1733—1799), секретаря казначейства при дворе герцога Вюртембергского Карла Евгения. Матерью Гегеля была Мария Магдалина Луиза Гегель, урождённая Фромм (1741—1783), дочь юриста Высокого суда при Вюртембергском дворе Людвига Альбрехта Фромма (1696—1758). Она умерла от жёлчной лихорадки, когда Гегелю было тринадцать лет. У Гегеля было двое младших братьев и сестёр: Кристиана Луиза Гегель (1773—1832) и Георг Людвиг Гегель (1776—1812). Предки Гегеля были лютеранами из Каринтии, изгнанными из Австрии в XVI веке в ходе Контрреформации, и обосновавшимися в Швабии. Отец Гегеля считал, что школьного образования его сыну недостаточно. Он нанял педагогов для сына, которые ходили к ним на дом. Гегель хорошо учился и за успехи в учёбе получал награды, переходя из класса в класс. С самого детства он много читал. Карманные деньги он тратил на книги. Часто посещал городскую библиотеку, в которой читал книги о науке и философии.
Между тем он плохо разбирается в художественной литературе. Юность Гегеля прошла на фоне расцвета немецкой литературы. Однако Гегель игнорирует классику и зачитывается бульварной литературой. Гегель также увлекается античной литературой. Он уважает творчество Софокла и Еврипида, переводит Эпиктета и Лонгина. Любовь к античности Гегель сохранит до конца жизни.
Он окончил гимназию в октябре 1788 года. В 1788—1793 годах учился в Тюбингенском теологическом институте (богословской семинарии) при Тюбингенском университете, где прослушал философский и теологический курсы и защитил магистерскую диссертацию. При этом ему полагалась герцогская стипендия. Из своих сокурсников был дружен с Шеллингом и поэтом Гельдерлином. Был вместе с ними членом студенческого политического клуба, увлекавшегося идеями Французской революции. Занимался с особым усердием, много времени, как обычно, проводил над книгами. За это над ним часто посмеивались одногруппники, что, впрочем, его абсолютно не обижало. Мирские развлечения также были не чужды ему; он пил много вина, нюхал табак, играл в карты и фанты.
В 20 лет Гегель стал магистром философии. Три последних года в университете были посвящены богословию. Гегель успешно сдал экзамены. Однако священником становиться не хотел. Возможно, причины лежали в антипатии Гегеля к церкви, зародившейся ещё во время учёбы.
В октябре 1793 года Гегель отправляется в Берн. Там он становится воспитателем детей патриция Карла Фридриха Штейгера. Детей было трое: 1 мальчик и 2 девочки. Работа не отнимала у него много времени, что позволяло продолжать своё образование и заниматься творчеством. Во всё время, прожитое в Берне, Гегель не переставал писать свои работы, он был погружён в книги. Гегель следил за событиями во Франции. Он не принял террора якобинцев. Однако, в целом, Гегель положительно отнёсся к Французской революции, и в дальнейшем не мог представить себе историю Европы без этого события.
В июле 1796 года, он с друзьями совершил многодневную прогулку по Альпам, от которой он остался не в восторге. Жизнь на чужбине в целом тяготила Гегеля, и в начале 1797 года он вернулся на родину. В 1798 году выходит первая печатная работа Гегеля. В 1799 году умер отец Гегеля. Он оставил сыну небольшое наследство — 3 000 гульденов. Наследство, вместе с его собственными сбережениями, позволило ему отказаться от преподавания и вступить на поприще академической деятельности.

### Йена, Бамберг и Нюрнберг: 1801—1816

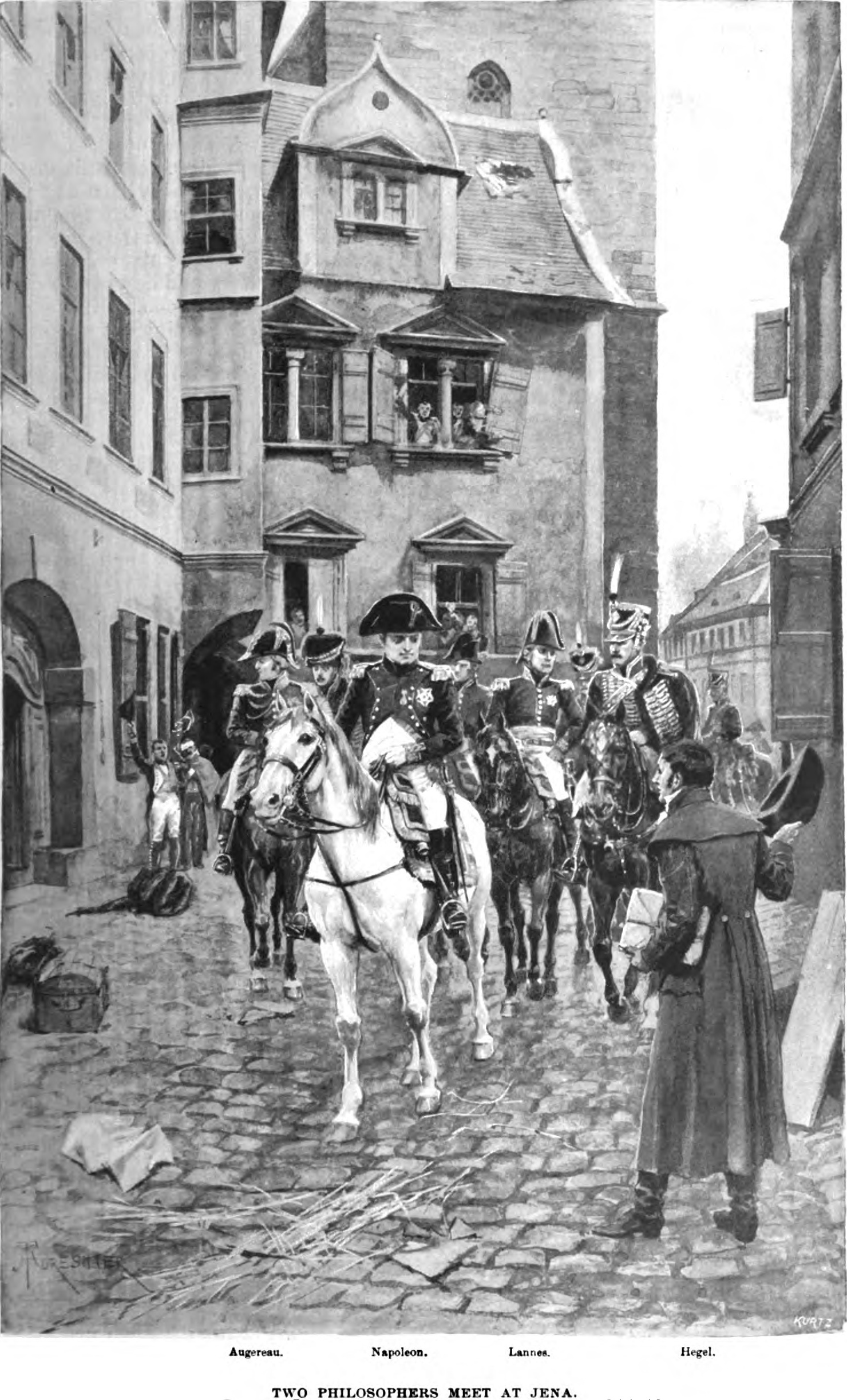
Гегель наблюдает за проездом Наполеона по Йене. Впоследствии Гегель называл Наполеона «мировой душой»

В январе 1801 года Гегель перебрался в Иену. 21 августа того же года ему было предоставлено право читать лекции. Работа на кафедре и чтение лекций давались ему трудно, популярностью у учеников он не пользовался.
- 1801—1805 — приват-доцент Йенского университета
- 1805—1806 — экстраординарный профессор Йенского университета. В Йене Гегель написал свою знаменитую работу «Феноменология духа», закончив её в октябре 1806 года во время битвы за Йену[47].:106[48]
- 1807—1808 — редактор газеты в Бамберге[47]:826
- 1808—1816 — ректор классической гимназии в Нюрнберге
- 1811 — женился на Марии Елене Сузанне фон Тухер (1791—1855), семья которой принадлежала к баварской знати. От этого брака у них родилось двое сыновей: Карл Гегель (1813—1901), историк и Иммануил Гегель[нем.] (1814—1891), юрист и государственный служащий.

### Профессор в Гейдельберге и Берлине: 1816—1831

#### Гейдельберг (1816—1818)
1816—1818 — профессор философии в университете Гейдельберга (место, которое ранее занимал Якоб Фриз).
Получив предложение занять должность от университетов Эрлангена, Берлина и Гейдельберга, Гегель выбрал последний и перебрался туда в 1816 году. Вскоре после этого, в апреле 1817 года, к нему переехал его незаконнорождённый сын Людвиг (ему было 10 лет). С четырёх лет Людвиг находился в детском доме (мать Людвига умерла).

#### Берлин (1818—1831)
C 1818 года — профессор философии в университете Берлина (место, которое когда-то занимал И. Г. Фихте).
В 1818 году Гегель принял предложение министра народного просвещения Пруссии Карла Альтенштейна занять пост руководителя кафедры философии Берлинского университета, который оставался вакантным с момента смерти Фихте в 1814 году. Здесь он публикует свою «Философию права» (1821). Основным занятием Гегеля стало чтение лекций. Его лекции по эстетике, философии религии, философии права и истории философии были изданы посмертно на основе записей его студентов. В 1818 году Гегель привлекал лишь скромное количество учеников, однако в 1820-х годах его слава резко выросла:826, а лекции привлекали студентов со всей Германии и из-за её пределов.

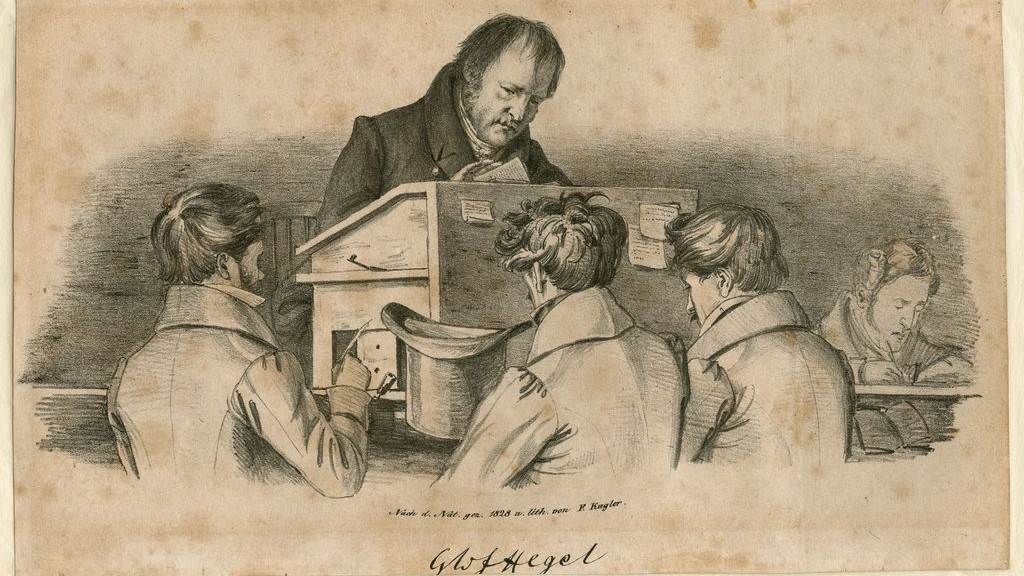
Гегель с учениками в Берлине в 1828 году. Литография

В 1830 году Гегель назначается ректором университета. В 1831 году Фридрих Вильгельм III наградил[чем?] его за службу Прусскому государству. После того, как в августе 1831 года Берлин охватила холера, Гегель покинул город, остановившись в Кройцберге. В октябре, с началом нового семестра, Гегель возвращается в Берлин, ошибочно решив, что эпидемия закончилась. 14 ноября он умер. Врачи посчитали, что он умер от холеры, но более вероятной причиной его смерти является заболевание желудочно-кишечного тракта. В соответствии со своим завещанием Гегель был похоронен 16 ноября рядом с Фихте и Зольгером на Доротеенштадтском кладбище.
Сын Гегеля Людвиг Фишер умер незадолго до этого, находясь на службе в Голландской армии в Джакарте. Известие об этом не успело достичь его отца. В начале следующего года утопилась сестра Гегеля Кристина. Литературными душеприказчиками Гегеля стали его сыновья Карл Гегель и Иммануил Гегель. Карл выбрал профессию историка, Иммануил стал теологом.

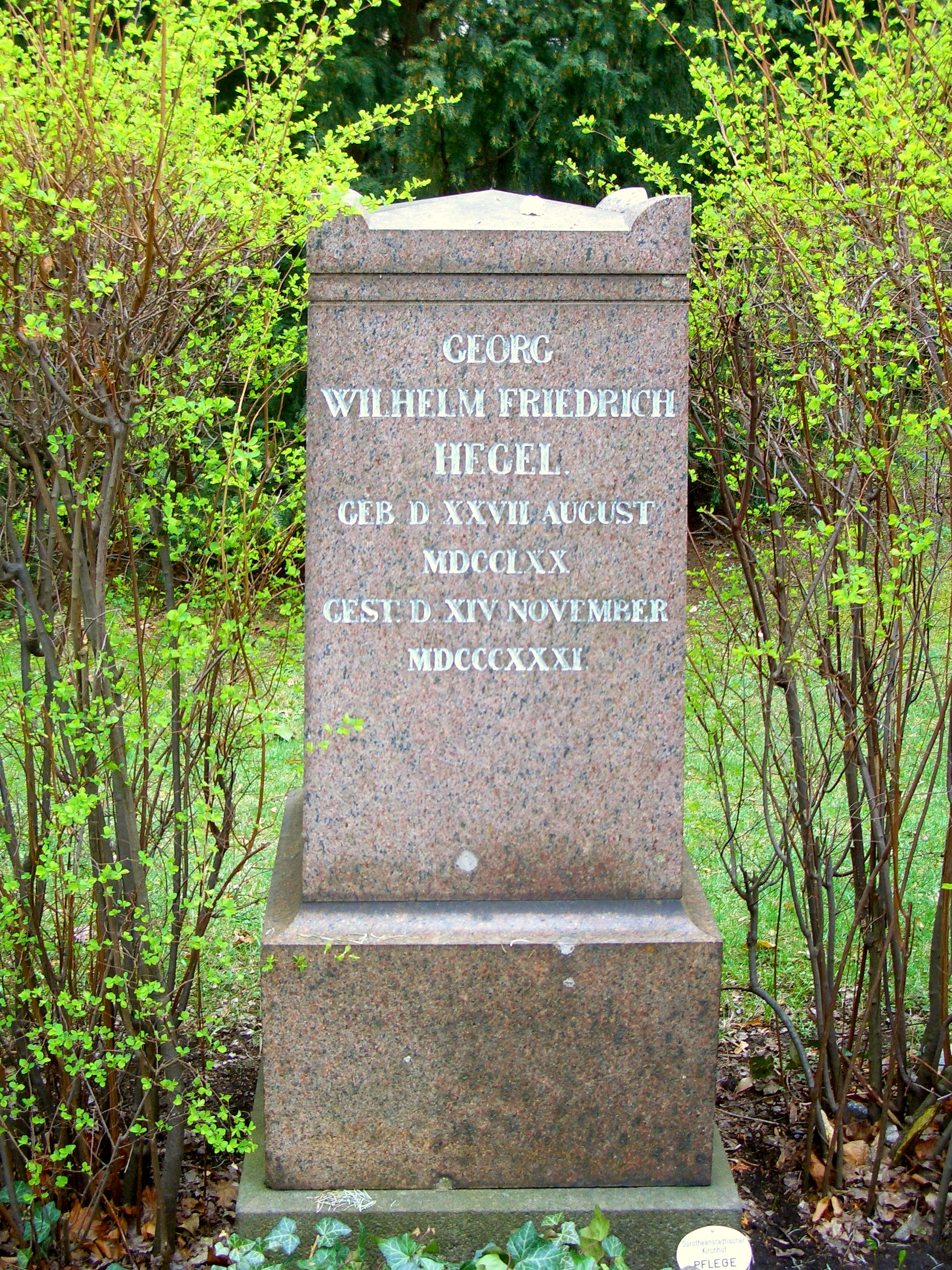
Могила

## Философия

### Основные положения

#### Рассудок и разум
В противоположность Шеллингу, полностью противопоставлявшему «умственное отрицание» обыкновенному рассудочному мышлению, различающему предметы и дающему им определения в твёрдых понятиях, Гегель полагал, что истинное умозрение не отрицает рассудочного мышления, а предполагает его и заключает в себе как постоянный и необходимый низший момент, как основу и опорную точку для своего действия. В правильном ходе истинно философского познания рассудок, разделяющий живое целое на части, отвлекающий общие понятия и формально противополагающий их друг другу, даёт неизбежное начало мыслительному процессу. Лишь за этим первым рассудочным моментом, когда отдельное понятие утверждается в своей ограниченности как положительное или истинное (тезис), может обнаружиться второй, отрицательно-диалектический, момент — самоотрицание понятия вследствие внутреннего противоречия между его ограниченностью и той истиной, которую оно должно представлять (антитезис), и тогда уже, с разрушением этой ограниченности, понятие примиряется со своим противоположным в новом, высшем, то есть более содержательном, понятии, которое по отношению к первым двум представляет третий, положительно-разумный, или собственно умозрительный, момент (синтез). Такую живую подвижную тройственность моментов можно найти на первом шаге гегелевской системы, ею определяется весь дальнейший процесс, и она же выражается в общем расчленении целой системы на три главные части.

#### Диалектика Гегеля
В философии Гегеля существенную роль играет понятие диалектики. Для него диалектика — это такой переход одного определения в другое, в котором обнаруживается, что эти определения односторонни и ограничены, то есть содержат отрицание самих себя. Поэтому диалектика, согласно Гегелю, — «движущая душа всякого научного развёртывания мысли и представляет собой единственный принцип, который вносит в содержание науки имманентную связь и необходимость», метод исследования, противоположный метафизике.
Необходимость и движущее начало диалектического процесса заключается в самом понятии абсолютного. Как таковое, оно не может относиться просто отрицательно к своему противоположному (не абсолютному, конечному); оно должно заключать его в самом себе, так как иначе, если бы оно имело его вне себя, то оно им ограничивалось бы — конечное было бы самостоятельным пределом абсолютного, которое таким образом само превратилось бы в конечное. Следовательно, истинный характер абсолютного выражается в его самоотрицании, в положении им своего противоположного, или другого, а это другое, как полагаемое самим абсолютным, есть его собственное отражение, и в этом своём внебытии или инобытии абсолютное находит само себя и возвращается к себе как осуществлённое единство себя и своего другого. Скрытая во всём сила абсолютной истины расторгает ограниченность частных определений, выводит их из их косности, заставляет переходить одно в другое и возвращаться к себе в новой, более истинной форме. В этом всепроникающем и всеобразующем движении весь смысл и вся истина существующего — живая связь, внутренне соединяющая все части физического и духовного мира между собой и с абсолютным, которое вне этой связи, как что-нибудь отдельное, не существует вовсе. Глубокая оригинальность гегелевской философии, особенность, свойственная исключительно ей одной, состоит в полном тождестве её метода с её содержанием. Метод есть диалектический процесс саморазвивающегося понятия, и содержание есть этот же самый всеобъемлющий диалектический процесс — и больше ничего. Из всех умозрительных систем только в одном гегельянстве абсолютная истина, или идея, не есть только предмет или содержание, но сама форма философии. Содержание и форма здесь вполне совпадают, покрывают друг друга без остатка. «Абсолютная идея, — говорит Гегель, — имеет содержанием себя самое как бесконечную форму, ибо она вечно полагает себя как другое и опять снимает различие в тождестве полагающего и полагаемого».

#### Тождество мышления и бытия
Своеобразным введением в гегелевскую философскую систему является «Феноменология духа» (1807). В ней Гегель ставит задачу преодоления точки зрения обыденного сознания, признающего противоположность субъекта и объекта. Снять эту противоположность можно путём развития сознания, в ходе которого индивидуальное сознание проходит путь, который прошло человечество в течение своей истории. В результате человек, по мысли Гегеля, оказывается в состоянии посмотреть на мир и на себя с точки зрения завершившейся мировой истории, «мирового духа», для которого больше нет противоположности субъекта и объекта, «сознания» и «предмета», а есть абсолютное тождество, тождество мышления и бытия.
Достигнув абсолютного тождества, философия попадает в свою подлинную стихию — стихию чистого мышления, в котором, согласно Гегелю, все определения мысли развёртываются из неё самой. Это — сфера логики, где протекает свободная от субъективных привнесений жизнь понятия.

### Очерк философской системы Гегеля

#### Наука логики
Так как истинная философия не берёт своего содержания извне, а оно само в ней создаётся диалектическим процессом, то началом должно быть совершенно бессодержательное. Таково понятие чистого бытия. Но понятие чистого бытия, то есть лишённого всяких признаков и определений, нисколько не отличается от понятия чистого ничто; так как это не есть бытие чего-нибудь (ибо тогда оно не было бы чистым бытием), то это есть бытие ничего. Первое и самое общее рассудочное понятие не может быть удержано в своей особенности — оно неудержимо переходит в своё противоположное. Бытие становится ничем; но, с другой стороны, и ничто, поскольку оно мыслится, не есть уже чистое ничто: как предмет мышления оно становится бытием (мыслимым). Таким образом, истина остаётся не за тем и не за другим из двух противоположных терминов, а за тем, что обще обоим и что их соединяет, именно за понятием перехода, процесса «становления», или «бывания» (das Werden). Это есть первое синтетическое, или умозрительное, понятие, остающееся душой всего дальнейшего развития. И оно не может остаться в своей первоначальной отвлечённости. Истина не в неподвижном бытии, или ничто, а в процессе. Но процесс есть процесс чего-нибудь: что-нибудь из бытия переходит в ничто, то есть исчезает, и из ничто переходит в бытие, то есть возникает. Значит, и понятие процесса, чтобы быть истинным, должно пройти через самоотрицание; оно требует своего противоположного — определённого бытия. Иными словами, становление приводит к ставшему, которое обозначается как наличное бытие (Dasein); в отличие от чистого бытия, наличное бытие есть определённое бытие:14, или качество. И эта категория посредством новых логических звеньев (нечто и другое, конечное и бесконечное, для-себя-бытие (Für-sich-sein) и бытие для кого-нибудь (Sein-für-Eines), единое и многое и т. д.) переходит в категорию количества, из которого развивается понятие меры как синтеза количества и качества. Мера оказывается сущностью вещей, и таким образом из ряда категорий бытия мы переходим в новый ряд категорий сущности.
Учение о бытии (в широком смысле) и учение о сущности составляют две первые части гегелевской логики (логика объективная). Третья часть есть учение о понятии (в широком смысле), или логика субъективная, куда включаются и основные категории обыкновенной формальной логики (понятие, суждение, умозаключение). Как эти формальные категории, так и вся «субъективная» логика имеют здесь формальный и субъективный характер далеко не в общепринятом смысле. По Гегелю, основные формы нашего мышления суть вместе с тем и основные формы мыслимого. Всякий предмет определяется сначала в своей общности (понятие), затем различается на множественность своих моментов (суждение) и наконец через это саморазличение замыкается в себе как целое (заключение). На дальнейшей (более конкретной) ступени своего осуществления эти три момента выражаются как механизм, химизм и телеология. Из этой своей (относительной) объективации понятие, возвращаясь к своей внутренней, обогащённой теперь содержанием, действительности, определяется как идея на трёх ступенях: жизни, познавания и абсолютной идеи. Достигнув таким образом своей внутренней полноты, идея должна в этой своей осуществлённой логической цельности подвергнуться общему закону самоотрицания, чтобы оправдать неограниченную силу своей истины. Абсолютная идея должна пройти через своё инобытие (Anderssein), через внешность или распадение своих моментов в природном материальном бытии, чтобы и здесь обнаружить свою скрытую силу и вернуться к себе в самосознающем духе.
По мысли Гегеля, «всякая философия есть по существу идеализм или по крайней мере имеет его своим принципом, и вопрос затем заключается лишь в том, насколько этот принцип действительно проведён… Противоположение идеалистической и реалистической философии не имеет поэтому никакого значения. Философия, которая приписывала бы конечному существованию как таковому истинное, последнее, абсолютное бытие, не заслуживала бы названия философии».

#### Философия природы
Абсолютная идея по внутренней необходимости полагает или, как выражается Гегель, отпускает от себя внешнюю природу — логика переходит в философию природы, состоящую из трёх наук: механики, физики и органики, из которых каждая разделяется на три соответственно общей гегельянской трихотомии. В механике математической речь идёт о пространстве, времени, движении и материи; конечная механика, или учение о тяжести, рассматривает инерцию, удар и падение тел, а механика абсолютная (или астрономия) имеет своим предметом всемирное тяготение, законы движения небесных тел и солнечную систему как целое.
В механике вообще преобладает материальная сторона природы; в физике выступает на первый план формирующее начало природных явлений. Физика занимается светом, четырьмя стихиями (в смысле древних), «метеорологическим процессом»; рассматривает удельный вес, звук и теплоту; магнетизм и кристаллизацию, электричество и «химический процесс»; здесь в изменчивости вещества и превращении тел окончательно обнаруживается относительный и неустойчивый характер природных сущностей и безусловное значение формы, которое и реализуется в органическом процессе, составляющем предмет третьей главной естественной науки — органики. К «органике» Гегель отнёс минеральное царство под именем геологического организма, наряду с организмом растительным и животным. В растительном и животном организмах разум природы, или живущая в ней идея, проявляется в образовании множества органических видов по общим типам и степеням совершенства; далее — в способности каждого организма непрерывно воспроизводить форму своих частей и своего целого через уподобление внешних веществ (Assimilationsprozess); затем — в способности бесконечного воспроизведения рода через ряды поколений, пребывающих в той же форме (Gattungsprozess), и наконец (у животных) — в субъективном (психическом) единстве, делающем из органического тела одно самочувствующее и самодвижущееся существо.
Но и на этой высшей степени органического мира и всей природы разум или идея не достигают своего действительно адекватного выражения. Отношение родового к индивидуальному (общего к единичному) остаётся здесь внешним и односторонним. Род как целое воплощается лишь во внебытии принадлежащих к нему неопределённо множественных особей, раздельных в пространстве и времени; и особь имеет родовое вне себя, полагая его как потомство. Эта несостоятельность природы выражается в смерти. Только в разумном мышлении индивидуальное существо имеет в себе самом родовое, или всеобщее. Такое внутренне обладающее своим смыслом индивидуальное существо есть человеческий дух. В нём абсолютная идея из своего внебытия, представляемого природой, возвращается в себя, обогащённая всей полнотой приобретённых в космическом процессе реально-конкретных определений.

#### Философия духа

##### Субъективный дух
Третья главная часть гегелевской системы — философия духа — сама разделяется на три части соответственно различению духа в его субъективности, в его объективации и в его абсолютности. Субъективный дух, во-первых, рассматривается в своём непосредственном определении как существенно зависящий от природы в характере, темпераменте, различиях пола, возраста, сна и бдения и т. п.; всем этим занимается антропология. Во-вторых, субъективный дух представляется в своём постепенном восхождении от чувственной уверенности через восприятие, рассудок и самосознание к разуму. Этот внутренний процесс человеческого сознания рассматривается в феноменологии духа, которая в смысле подготовки ума к пониманию гегелевской точки зрения может служить введением во всю его систему, а потому и была им изложена в особом сочинении раньше его логики и энциклопедии философских наук, в которую она потом вошла в сжатом виде. Последняя из трёх наук субъективного духа, психология, по содержанию своему приблизительно совпадает с главными частями обыкновенной психологии, но только это содержание располагается не в своих эмпирических частностях, а в своём общем смысле, как внутренний процесс самораскрывающегося духа.

##### Объективный дух
Объективный дух предполагает существование Духа (Разума) в окружающей среде, соответствующего и противоположного субъективному, находящиеся в с ним в постоянном взаимодействии.

###### Философия права
Взгляды Гегеля на право и государство были в основном сформулированы в его последней прижизненно опубликованной работе «Философия права» (1821), в ней его философская система применялась к этим сферам:823.
Достигнув в теоретическом мышлении и в свободе воли настоящего самоопределения в своей внутренней сущности, дух возвышается над своей субъективностью; он может и должен проявить свою сущность предметно-действительным образом, стать духом объективным. Первое объективное проявление свободного духа есть право. Оно есть осуществление свободной личной воли, во-первых, по отношению к внешним вещам — право собственности, во-вторых, по отношению к другой воле — право договора, и, наконец, по отношению к своему собственному отрицательному действию через отрицание этого отрицания — в праве наказания. Нарушение права, лишь формально и абстрактно восстанавливаемого наказанием, вызывает в духе моральное требование реальной правды и добра, которые противополагаются неправедной и злой воле как долг (das Sollen), говорящий ей в её совести. Из этой раздвоенности между долгом и недолжной действительностью, дух освобождается в действительной нравственности, где личность находит себя внутренне связанной или солидарной с реальными формами нравственной жизни, или, по гегелевской терминологии, субъект сознаёт себя как одно с нравственной субстанцией на трёх степенях её проявления: в семействе, гражданском обществе (bürgerliche Gesellschaft) и государстве. Государство, по Гегелю, — высшее проявление объективного духа, совершенное воплощение разума в жизни человечества; Гегель называет его даже богом. Как осуществление свободы каждого в единстве всех, государство, вообще, есть абсолютная самоцель (Selbstzweck). Национальные же государства, как и тот народный дух (Volksgeist), который в этих государствах воплощается, суть особые проявления всемирного духа, и в их исторических судьбах действует всё та же диалектическая мощь этого духа, который через их смену избавляется постепенно от своих ограниченностей и односторонностей и достигает своей безусловной самосознательной свободы.

###### Философия истории
История и история мысли являются единым процессом развёртывания абсолютной идеи. Исторические формации имеют как сходства, так и различия и представляют собой различные ступени развития идеи. Процесс движения истории един и диалектичен.
Диалектика определяет все исторические изменения. Наилучшим способом можно понять историю, если рассматривать развитие государств в диалектическом свете. Отдельно взятое государство можно назвать тезисом. По мере развития государство само порождает свою противоположность или антитезис. Тезис и антитез вступают в конфликт, и в конечном итоге, в результате борьбы появляется новая цивилизация, находящаяся на более высоком уровне, чем оба образования, ей предшествующие. В синтезе заключено самое ценное, что было в них.
Смысл истории по Гегелю есть прогресс в сознании свободы. На Востоке свободным сознаёт себя только один; все объективные проявления разумной человеческой воли (собственность, договор, наказание, семья, гражданские союзы) здесь существуют, но исключительно в своей общей субстанции, при которой частный субъект является лишь как accidens (например, семья вообще узаконивается как необходимость; но связь данного субъекта с его собственной семьёй есть только случайность, ибо единственный субъект, которому принадлежит здесь свобода, всегда может по праву отнять у любого из своих подданных его жену и детей; точно также наказание в своей общей сущности признаётся здесь вполне, но право действительного преступника на наказание и право невинного быть свободным от наказания не существует и заменяется случайностью, ибо единственный субъект свободы, властитель, имеет общепризнанное право наказывать невинных и награждать преступников). В классическом мире субстанциальный характер нравственности ещё остаётся в силе, но свобода признаётся уже не за одним, а за несколькими (в аристократиях) или за многими (в демократиях). Только в германо-христианском мире субстанция нравственности всецело и неразрывно соединяется с субъектом, как таковым, и свобода сознаётся как неотъемлемое достояние всех. Европейское государство, как осуществление этой свободы всех (в их единстве), заключает в себе в качестве своих моментов исключительные формы прежних государств. Это государство есть необходимо монархия; в особе государя единство целого является и действует как живая и личная сила; эта центральная власть одного не ограничивается, а восполняется участием некоторых в управлении и представительством всех в сословных собраниях и в судах присяжных. В совершенном государстве дух объективируется как действительность. Но, нося в себе абсолютную идею, он из этой объективации возвращается к себе и проявляется как дух абсолютный на трёх уровнях: искусства, религии и философии.

##### Абсолютный дух
Абсолютный Дух не имеет физического бытия, но присутствует в организации и осуществляет контроль отношений между субъективным и объективным духом.

###### Искусство
Красота есть непосредственное присутствие, или видимость, идеи в единичном конкретном явлении; это — абсолютное в сфере чувственного созерцания. В природе красота есть лишь бессознательное отражение, или сияние, идеи; в искусстве, прежде чем получить непосредственную видимость в объекте, она проходит через сознательное воображение субъекта (художника) и потому представляет высшую степень просветления природного материала. На Востоке искусство (в своём господствующем здесь виде — архитектуре) ещё близко к природе; как сама природа есть символ божественной идеи, так это искусство имеет характер символический: материальный объект связан идеей, но не проникнут ею вполне. Такое полное проникновение, совершенная ощутимость идеи и всецелая идеализация чувственной формы достигается в искусстве классическом. Эта абсолютная гармония объективной красоты нарушается в искусстве романтическом, где идея в форме духовности или субъективности решительно перевешивает природную чувственную форму и стремится, таким образом, вывести искусство из собственных пределов в область религии.

###### Религия
В религии абсолютное проявляется с более общим объективным и вместе с тем более глубоким субъективным характером, нежели в искусстве. Оно открывается представлению и душевному чувству как сверхчеловеческое — совершенно независимое от конечного субъекта, но теснейшим образом с ним связанное. В религиях восточного язычества Божество представляется как субстанция природного мира (например, как свет в иранской и как загадка жизни в египетской); на дальнейшей ступени религиозного сознания Бог открывается, как субъект (в форме «возвышенного» монизма у евреев, в форме прекрасной телесности у греков и в форме целесообразного отношения, или практического разума, у римлян). Христианство как абсолютная религия признаёт Божество в безусловном единстве или примирении бесконечного и конечного. Гегель очень подробно излагает в своих чтениях о философии религии умозрительный смысл главных христианских догматов — троицы, грехопадения, искупления. Грехопадение, то есть выход конечного субъекта из природной непосредственности, есть необходимый момент в развитии человеческого духа; без этого он остался бы на ступени животного; непосредственная невинность есть неведение (по-гречески άγνοια значит и то, и другое). Сознательное участие человеческой воли в мировом зле искупается её участием в мировом страдании. Примирение достигается в чувстве внутреннего единства между духом конечным и абсолютным; но это религиозное примирение, выражающееся в духовном культе общины (Gemeinde) и в её самосознании как святой Церкви или духовного царства святых, — ещё недостаточно. Внутренне примирённая в себе религиозная сфера в своей целости противополагается «светской» действительности и должна быть примирена с ней в нравственности и государстве. Но для самого религиозного представления эти внутренние и вечные процессы между конечными и абсолютными определениями духа, различные степени их противоположения и воссоединения — всё это является в форме единичных исторических фактов, связанных с единичными индивидуальностями. Таким образом, несмотря на безусловную истинность своего содержания, христианство в силу общей формы религиозного представления являлось для Гегеля неадекватным выражением абсолютной истины; адекватное выражение оно получает только в философии.

###### Философия
Философия, как откровение абсолютного в абсолютной форме, принимается Гегелем не в виде совокупности различных систем, а как постепенное осуществление единой истинной системы. Все когда-либо выступавшие философские начала и воззрения представляли в конкретно-исторической форме последовательные моменты и категории гегелевой логики и философии духа. Так, понятие бытия всецело определяет философию элеатов; Гераклит представляет das Werden; Демокрит — das Fürsichsein; платонова философия вращается в категориях сущности; аристотелева — в области понятия, неоплатонизм, резюмирующий всю древнюю философию, представляет последний отдел логики — цельную идею (жизнь, или душа мира, познание, или ум, абсолютная идея, или единое сверхсущее). Новая философия — философия духа — у Картезия на ступени сознания (рассудочного) и субстанции, у Канта и Фихте — на ступени самосознания, или субъективности, у Шеллинга и Гегеля — на ступени разума, или абсолютного тождества субстанции и субъекта. Выраженное Шеллингом в неадекватной форме умственного созерцания, это тождество, составляющее абсолютную истину, получает в философии Гегеля совершенную, безусловно ему присущую форму диалектического мышления, или абсолютного знания. Таким образом замыкается круг этой всеобъемлющей и самодовлеющей системы.

## Взгляды Гегеля на политику и право
Ступени познания мира (философия духа):
- субъективный дух (антропология, феноменология, психология);
- объективный дух (абстрактное право, мораль, нравственность);
- абсолютный дух (искусство, религия, философия).

Политико-правовые взгляды:
- Идея — это понятие, адекватное своему предмету; соединение субъективной и объективной реальности.
- Действительность (истинное; образ) — то, что сложилось закономерно, в силу необходимости; проявляет изначальный замысел. Противопоставляется «существованию» — объекту, взятому в конкретный момент.
- Философия права не должна заниматься ни описанием эмпирически существующего и действующего законодательства (это предмет позитивной юриспруденции), ни составлением проектов идеальных кодексов и конституций на будущее. Должна выявлять идеи, лежащие в основании права и государства.
- Понятие «право» — это то же самое, что и естественное право. Право и основанные на нём законы «всегда по форме позитивны, установлены и даны верховной государственной властью».
- Ступени идеи права:
  - Абстрактное право: свобода выражается в том, что каждое лицо обладает правом владеть вещами (собственность), вступать в соглашение с другими людьми (договор) и требовать восстановления своих прав в случае их нарушения (неправда и преступление). То есть абстрактное право охватывает область имущественных отношений и преступлений против личности.
  - Мораль: умение отличать законы от нравственного долга; свобода совершать осознанные действия (умысел), ставить перед собой определённые цели и стремиться к счастью (намерение и благо), а также соизмерять своё поведение с обязанностями перед другими людьми (добро и зло).
  - Нравственность: умение следовать нравственному долгу в рамках законов; человек обретает нравственную свободу в общении с другими людьми. Объединения, формирующие нравственное сознание: семья, гражданское общество и государство.
- Государство — это не только правовое сообщество и организация власти на основе конституции, но и духовный, нравственный союз людей, осознающих себя единым народом. Проявлением единого нравственного сознания людей в государстве является религия.
- Разделение власти: государь, исполнительная и законодательная власть.
  - Государь — формальный глава, объединяет государственный механизм в единое целое.
  - Исполнительная власть — чиновники, управляющие государством на основе закона.
  - Законодательное собрание призвано обеспечить представительство сословий. Его верхняя палата формируется по наследственному принципу из дворян, тогда как нижняя — палата депутатов — избирается гражданами по корпорациям и товариществам. Бюрократическая система — опора государства. Высшие государственные чиновники обладают более глубоким пониманием целей и задач государства, чем сословные представители.
- Гражданское общество (или буржуазное общество: в оригинале нем. buergerliche Gesellschaft) — это объединение индивидов «на основе их потребностей и через правовое устройство в качестве средства обеспечения безопасности лиц и собственности». Оно делится на три сословия: землевладельческое (дворяне — собственники майоратных владений и крестьянство), промышленное (фабриканты, торговцы, ремесленники) и всеобщее (чиновники).
- Международные споры могут быть решены путём войн. Война «высвобождает и проявляет дух нации».
- Частная собственность делает из человека личность. Уравнение собственности — неприемлемо для государства.
- Подлинной свободой обладает лишь всеобщая воля (а не индивидуальная).
- Всеобщая свобода требует, чтобы субъективные устремления индивида были подчинены нравственному долгу, права гражданина — соотнесены с его обязанностями перед государством, а свобода личности — согласована с необходимостью.

## Значение и актуальность

### Гегель имодерн
В послевоенные годы произошло смещение акцентов в интерпретациях ряда положений философии Гегеля от его изучения в рамках истории философии к вовлечению его идей в рассмотрение «вечных» и одновременно актуальных философских вопросов:280.
Новые социальные и политические проблемы модернизации и современности вызвали обращение к Гегелю. В 1975 году Чарльз Тэйлор в фундаментальной работе «Гегель» показал значимость идей Гегеля для понимания таких проблем современности, как социальная разобщённость, отчуждение, понимание свободы и внутренней гармонии человека. Подход Тэйлора стал довольно влиятельным:280. Юрген Хабермас в классической работе «Философский дискурс о модерне» (1985), вызвавшей широкий резонанс и бурные дискуссии в 1980-е и 1990-е годы, назвал Гегеля первым философом, который поставил проблему модерна:280. Хабермас предложил обратиться к идеям Гегеля для понимания связи между модерном и рациональностью, которая в настоящее время ставится под сомнение в постмодернистской философии. По мнению Хабермаса, Гегель первым осознал проблему модерна как философскую и обнаружил связь между рациональностью, рефлексией времени и современностью как социальным, культурным и историческим явлением. Согласно Хабермасу, данная задача, сформулированная Гегелем, предопределила все последующие споры о модерне в философии. Хабермас внёс существенный вклад в определение места Гегеля в философском дискурсе модерна.

### Влияние на социальные науки
Хотя во времена Гегеля современные социальные науки не существовали, он внёс значительный вклад в их последующее формирование.
Наиболее важный вклад Гегеля в социальные науки заключается в том, что он одним из первых начал изучать социальное развитие личности, поэтому его можно назвать непосредственным предшественником гуманистической социологии. Гегель рассматривал личность как постоянный рефлексивный процесс, включающий в себя интерсубъективность. В современной социологии считается, что в эпистемологии Гегеля подчёркивалась важность свободы, достигаемой через самопознание, и критики любого общества, не основанного на морали:1249. Социально-ориентированная гуманистическая философия Гегеля противостояла позитивизму и во многих аспектах предвосхищала будущую гуманистическую и критическую социологию:1249.
Философия истории Гегеля также значительно повлияла на социологию Маркса, а через него на современную социологию. В частности, Гегель, введя идею о неизбежном конфликте как движущей силе в мировой истории и включив в свою схему исторических этапов в качестве ключевого элемента человеческое господство, оказал прямое влияние на становление современной социологии конфликта.
Будучи одним из создателей концепта гражданского общества, Гегель первым обозначил четкую границу между государственной и общественной сферами. Гражданское общество, по Гегелю, занимает промежуточное положение между микроуровнем (семейным сообществом) и макроуровнем (государственным сообществом) и представляет собой временное явление, которое завершается синтезом частных и общих интересов.
Гегель был одним из первых критиков современного ему индустриального общества, сформулировав связь между нарастающей машинизацией, разделением труда и социальным отчуждением. Он также первым среди философов осознал важность формирующейся тогда политической экономии как науки и, соответственно, необходимость научного осмысления проблем и последствий экономического развития:244.
Пьер Розанваллон отмечает, что Гегель первым предложил жесткую критику политэкономии, разоблачая абстракцию либеральной идеи рынка. Эта идея редуцирует конкретного человека и превращает его в индивида, движимого экономическими потребностями. Мысли Гегеля удаётся, в трактовке Розанваллона, преодолеть утопические представления либерализма об обществе как о рынке, так как Гегель рассматривает это представление в историческом контексте и критикует примат экономики над политикой, предлагаемый либерализмом. Для Гегеля недооценка важности политики и роли индивида как её неотъемлемого субъекта приведёт к возвращению политики в худшем виде — в виде войны.
Философские взгляды Гегеля, по мнению Розанваллона, представляют собой альтернативный либеральной мысли подход; общество не сводится к обществу рынка. Гегель не заимствует принципы Адама Смита для описания сферы политики, а преодолевает их, формулируя своё видение политики. У Гегеля политика доминирует над экономикой, а не наоборот.
Пьер Розанваллон оценивает такое представление Гегеля как уникальное для своего времени, и хотя его восприятие государства как истинного воплощения разума в определённом смысле утопично, Гегель, по Розанваллону, осознаёт эту утопичность, так как воспринимает её в историческом контексте.
Схожим образом, в смысле идеи о необходимости примата политики над экономикой, трактует Гегеля и Поль Рикёр. Рикёр отмечает актуальность Гегеля в связи с современной проблемой автономности политики, то есть её отделения от других сфер, прежде всего от экономической сферы. Критика Гегелем экономического общества, которое является местом борьбы за собственность и прибыль и, в отличие от политики, не создаёт подлинной связи между людьми, по мнению Рикёра, помогает ответить на важнейшие вопросы современной демократической политики.

### Либерализм Гегеля
Хотя Гегель и проводил серьёзную критику либеральных идей своего времени, он поддерживал два фундаментальных принципа либерализма: автономию индивида и верховенство права:243—244. При этом он сохранял приверженность к традиции Руссо и считал, что государство должно быть основано на общей воле. В целом среди учёных в настоящее время после долгих дискуссий формируется консенсус о принадлежности Гегеля к современной либеральной политической традиции:281, несмотря на продолжающуюся критику со стороны авторов консервативного и коммунитаристского направлений, отрицающих решающую роль рациональности в этической жизни:281.

## Критика и оценки

### Критика Гегеля
Критика гегелевской философии в разные времена исходила от Артура Шопенгауэра, Макса Штирнера, Сёрена Кьеркегора, Карла Маркса, Фридриха Ницше, Вл. С. Соловьёва, Жоржа Батая, Бертрана Рассела, Карла Поппера, И. Фетчера, С. Хука, К. Фридриха, Я. Гоммеса, Э. Топича, К. Ахама, В. Таймера, Ф. Бауэра, Э. Зауэра и других философов.

Обвинения Гегелю предъявлял его современник Артур Шопенгауэр, прямо называвший Гегеля шарлатаном, его философию бессмыслицей, а гегелевский метод описывавший как преподнесение этой бессмыслицы нарочито туманным, наукообразным языком, призванным запутать слушателя, заставляя его думать, что он сам виноват в своём непонимании: 
Конечно, непостижимо и терпение публики, которая читает из года в год бормотанье пошлых философов-ремесленников, невзирая на мучительную скуку, покрывающую его густым туманом, — читает, читает, а мысли все нет: писака, которому самому не преподносилось ничего ясного и определённого, нагромождает слова на слова, фразы на фразы и всё-таки ничего не говорит, ибо ему нечего сказать, и он ничего не знает, ничего не думает, и тем не менее хочет говорить и потому выбирает свои слова не с тем, чтобы удачнее выразить свои мысли и выводы, а с тем, чтобы половчее скрыть их отсутствие. Такого рода продукты однако печатаются, покупаются и читаются, — и так дело идет уже целые полвека, причём читатели и не замечают, что они, как говорится по-испански, papan viento, то есть глотают пустой воздух. Впрочем, в видах справедливости, я должен упомянуть, что для поддержания в ходу этой мельницы часто применяют ещё очень своеобразную уловку, изобретение которой надо отнести на долю господ Фихте и Шеллинга. Я разумею хитрый приём — писать темно, то есть непонятно: вся суть заключается собственно в таком преподнесении галиматьи, чтобы читатель думал, будто — его вина, если он её не понимает; между тем писака очень хорошо знает, что это зависит от него самого, так как ему прямо нечего сообщить действительно понятного, то есть ясно продуманного. Без этой уловки господа Фихте и Шеллинг не могли бы поставить на ноги свою лже-славу. Но, как известно, никто не прибегал к этой уловке с такой отвагой и в такой мере, как Гегель.
Шопенгауэр объяснял профессиональную успешность Гегеля как университетского преподавателя его подобострастным отношением к властям, причину популярности Гегеля среди коллег — взаимовыгодной корпоративной поддержкой, а сам феномен Гегеля открыто оценивал «как позор немецкой философии».

Карл Поппер в книге «Открытое общество и его враги» приводит следующую цитату из гегелевского труда «Энциклопедия философских наук. Т.2. Философия природы»:
Звук есть смена специфической внеположности материальных частей и её отрицания, — он есть только абстрактная или, так сказать, только идеальная идеальность этой специфичности. Но тем самым эта смена сама непосредственно является отрицанием материального специфического устойчивого существования; это отрицание есть, таким образом, реальная идеальность удельного веса и сцепления, то есть теплота.
По мнению Поппера, этот отрывок передаёт суть гегелевского метода, который Поппер оценивает как «дерзкий способ надувательства», причисляя его к примерам философии оракулов.
В XX веке представителями школы логического позитивизма, в частности, Рудольфом Карнапом, было предпринято исследование метафизики на предмет осмысленности представляемого ею знания. Одним из итогов этой работы было признание гегелевской метафизики и различных подобных ей систем (в которых утверждения не выводятся логически и не указывается способ их верификации) бессмысленными с точки зрения логики. В главе «Бессмысленность всей метафизики» книги «Преодоление метафизики логическим анализом языка» Р. Карнап пишет:
Для предложения Гегеля, которое цитирует автор статьи («Чистое бытие и чистое ничто есть, следовательно, то же самое»), наше заключение является совершенно верным. Метафизика Гегеля с точки зрения логики имеет тот же самый характер, который мы обнаружили у современной метафизики.
В отношении философии Гегеля к тем же выводам приходили К. Поппер, Э. Кассирер, Г. Кельзен, Э. Топич и другие. Подробно необходимость преодоления метафизики в философии обсуждалась представителями школы аналитической философии, в частности А. Айером.

#### Оправдание авторитаризма и тоталитаризма
Корни иррациональности Гегеля философы либерального направления, такие как Карл Поппер, видят в его стремлении оправдать современную ему форму государственного устройства Европы, сложившуюся после наполеоновских войн, предложив своё «философское обоснование реставрации». Поппер следующим образом объясняет эту связь: 
…авторитаризм и рационализм непримиримы, поскольку основу рациональной деятельности составляет процесс аргументации, предполагающий взаимную критику, а также искусство прислушиваться к критике

Упреки Гегелю в симпатиях авторитаризму высказывались ещё Шопенгауэром, однако в XX веке к ним добавились обвинения в оправдании тоталитаризма, после того, как гегелевское учение было взято на вооружение коммунистами и фашистами в качестве философского источника для своих идеологических построений. В частности, Карл Поппер в книге «Открытое общество и его враги» пишет об этом так:
Мое обращение и к Платону, и к Аристотелю продиктовано стремлением показать ту роль, которую они играли в формировании и развитии историцизма и в борьбе против открытого общества, а также продемонстрировать их влияние на проблемы нашего собственного времени — на становление философии оракулов, в частности, философии Гегеля — отца современного историцизма и тоталитаризма.

С тех же позиций Гегеля оценивает Бертран Рассел. Как пример, гегелевское понимание свободы комментируется им следующим образом: 
Гегель, который многим обязан Руссо, принял его неправильное употребление слова «свобода» и определил его как право подчиняться полиции или что-то в этом роде.
По мнению Карла Фридриха, «гегелевский историзм, представление о свободе как необходимости, перенесённые в сферу идеологии, становятся основанием для восхваления насилия от имени диалектики истории. Логическая „власть отрицания“ превращается у Гегеля и его последователей в „силу истории“, которая давит и сметает все существующие социальные институты».
Сходная критика в адрес Гегеля исходит от Л. фон Мизеса, И. Фетчера, С. Хука, Я. Гоммеса, Э. Топича, К. Ахама, В. Таймера, Ф. Бауэра, Э. Зауэра и других.

### Ответы на обвинения в философском обосновании тоталитаризма
Германо-американский философ Герберт Маркузе, отвечая на обвинения в адрес Гегеля в философском обосновании тоталитаризма, писал, что между Гегелем и тоталитаризмом нет ничего общего. По мнению Маркузе,
Идея разума — средоточие философии Гегеля. Он утверждал, что философское мышление самодостаточно, что история имеет дело с разумом и только с ним одним… Идея разума сохраняет хотя и в идеалистической форме конкретные земные устремления, направленные на свободное и разумное упорядочивание жизни… В основе философии Гегеля лежит структура, идеи которой — свобода, субъект, дух, понятие — являются производными от идеи разума. Если мы не сумеем раскрыть содержание этих идей, а также выявить сущность связей между ними, система Гегеля будет казаться темной метафизикой, каковой она на самом деле никогда не являлась.:31
Гегелевская идея разума, идущая от Великой Французской Революции и его восприятие истории, как подлинной борьбы за свободу, по Маркузе, были упразднены социально-политическими теориями, трактующими общество в контексте природы и позитивизма: романтической философией государства Фридриха Юлиуса Шталя, исторической школой Фридриха Карла Савиньи и позитивистской социологией Огюста Конта. Эти антигегелевские тенденции, согласно Маркузе, сливались в конце XIX века с иррациональной философией жизни и создавали предпосылки германского фашизма.
Маркузе трактует политическую философию Гегеля, как основанную на немецкой идеалистической культуре и отстаивающую идею гражданского общества, соблюдающего права и свободы индивида, а роль государства состоит в обеспечении соблюдения прав. Тоталитарное правление уничтожает эти свободы, при этом гегелевская триада семьи, общества и государства исчезает, и на её месте появляется некое всеобъемлющее единство, поглощающее личность. Философские принципы, провозглашающие «природные» принципы почвы и крови, призваны отвлечь внимание от социально-экономической природы тоталитаризма, в ходе становления которого общность превращается не в единение гегелевских свободных индивидов, а в «природный» организм расы. Маркузе перечисляет ряд теоретиков германского национал-социализма, таких как Эрнст Крик, Ганз Гейз, Франц Бем, для которых Гегель символизирует «ветхое, изжитое прошлое» и приводит слова наиболее яркого из них, Карла Шмитта: «В тот день, когда Гитлер пришёл к власти, Гегель, так сказать, умер».:31-33,514-525
Германо-американский философ Вальтер Кауфман, который наряду с Маркузе иногда оценивается как один из лучших комментаторов Гегеля, отвечая на критику Карла Поппера, писал, что Гегель вовсе не был «язычником», но философом, который, считая себя христианином, искал способ синтезировать древнегреческую философию и христианство, используя достижения своих предшественников, от Гераклита и Платона до Канта, Фихте, Шеллинга и идей Великой Французской Революции, пытаясь поставить философию выше религии и поэзии. Кауфман придаёт Гегелю огромное значение не только в его общем влиянии на последующую философскую мысль, но и в таких частных вещах, как, например, введение истории философии как академической дисциплины. Развитие философии после Гегеля во многом определялось «восстаниями» против него, начиная с Кьеркегора и Маркса и заканчивая прагматизмом и аналитической философией Уильяма Джеймса и Бертрана Рассела.
Кауфман замечает касательно критики Поппера, что хотя ненависть к тоталитаризму и находится в её центре, сами методы этой критики весьма тоталитарны. Гегель цитируется слишком вольно: его суждения часто вырываются из контекста, произвольно сокращаются. Как следствие, Гегелю приписываются взгляды, которые он никогда не высказывал.
По Кауфману, Поппер ненаучным образом подходит к вопросу влияния Гегеля на конкретных философов, приписывая гегельянство, например, Анри Бергсону на том основании, что тот был сторонником эволюционизма. Кауфман опровергает утверждение, которое, по его мнению, особенно волнует Поппера и других критиков, о влиянии Гегеля на нацизм. Он обращает внимание на тот факт, что Гегель редко цитировался в нацистской литературе, а если и цитировался, то обычно в отрицательном ключе. Официальный философ Третьего Рейха Альфред Розенберг лишь дважды упоминал Гегеля и оба раза в негативном свете, в том время как Артуром Шопенгауэром Розенберг восхищался.
По мнению Кауфмана, Гегель верил в разумный миропорядок и в способность человека к его познанию. Для него жизнь «не сказка, рассказанная дураком»; а история не является всего лишь цепочкой трагических случайностей. Свобода является конечной целью человеческой истории. Кауфман соглашается с Гербертом Маркузе, что невозможно найти что-то менее сочетаемое с фашистской идеологией, чем идею о государстве, в котором государство посредством всеобщего и разумного закона защищает права каждого индивида, вне зависимости от его естественного и национального положения. Отношение Гегеля к таким вещам, как война, национализм, его внимание к личностям в истории, необходимо оценивать, исходя из исторического контекста. Наиболее нелепым, по Кауфману, выглядит обвинение Поппера в заимствовании нацистами идеи расизма от Гегеля, тогда как на самом деле, считает Кауфман, если кто и мог внести какой-то вклад в идеи нацизма, это Артур Шопенгауэр, чьим учеником был Рихард Вагнер.
По мнению В. С. Нерсесянца, автора ряда работ о политической философии Гегеля, современные обвинители Гегеля в тоталитаризме, такие, как Поппер, и другие, трактуют философию Гегеля слишком буквально, в отрыве от исторического контекста начала XIX века. Нерсесянц полагает, что они допускают ряд серьёзных ошибок, не понимая настоящего смысла гегелевской философской концепции государства. Гегель, по Нерсесянцу, превозносит государство лишь в качестве идеи свободы и права и определяет его только как идею, смысл которой заключается в реализации свободы и права в общественно-политической жизни, а не как механизм, осуществляющий насилие, или аппарат деспотического политического режима. Нерсесянц видит принципиально различие между Гегелем и тоталитаристами, которые в процессе своей деятельности уничтожают государство как организационно-правовую форму, заменяя его чередой неконтролируемого насилия и террора. Нерсесянц пишет:
Вся гегелевская конструкция правового государства прямо и однозначно направлена против произвола, бесправия и вообще всех внеправовых форм применения силы со стороны частных лиц, политических объединений и властных институтов. Гегелевский этатизм радикально отличается от тоталитаризма, который видит в организованном государстве и правопорядке своих прямых врагов и стремится вообще подменить правовой закон — произвольно-приказным законодательством, государственность — своим особым властно-политическим механизмом, а суверенитет государства — монополией политического господства той или иной партии и клики. И в гегелевском этатизме правомерно видеть не идеологическую подготовку тоталитаризма, а авторитетное философское предупреждение о его опасностях.
По мнению Нерсесянца, фашистские правители, несмотря на их внешнюю демагогию, скорее ориентировались на ницшевскую философию элитизма, а не на гегелевскую идею государства. Нерсесянц считает весьма характерным негативное отношение главных творцов нацистской идеологи к гегелевской философии. Однако либеральные обвинители Гегеля в тоталитаризме, по мнению Нерсесянца, видимо, считают, что они способны сделать выбор за нацистских идеологов в вопросе, подходит или нет гегелевское учение о государстве и праве для обоснования тоталитарного режима. Нерсесянц полагает, что либеральные критики плохо знают Гегеля и, помимо этого, их собственная позиция весьма эклектична. Если быть до конца логичным в своём антигегельянстве, нужно поставить под сомнение саму необходимость существования правового государства и государства как такового.
Ещё один существенный просчёт либеральных обвинителей Гегеля, по Нерсесянцу, связан с трактовкой проблемы соотношения абстрактной философии и реальной политической практики. Нерсесянц пишет:
Изъятая из своего конкретно-исторического контекста и брошенная в русло реакционных политических мероприятий XIX—XX вв., гегелевская философия права предстает в интерпретациях этих критиков как идеологическое оправдание тоталитарной практики. При этим упускается из виду то, что нужда той или иной политической практики в прикрытии философскими авторитетами сама по себе не может служить основанием для обвинения давно умершего философа в причастности к неизвестным ему мероприятиям, для оправдания которых фальсифицируется его учение. И если на практике философская идея свободы и права воспринимается как оправдание произвола и террора, то это прежде всего хорошее свидетельство испорченности и вины самих воспринимающих, которые всюду находят то, что ищут.
Нерсесянц цитирует слова Гегеля о том, что каждый — «сын своего времени» и «философия есть также время, постигнутое в мысли», имея в виду зависимость Гегеля и его философии от своего времени, но, с другой стороны, Нерсесянц полагает, что для будущего возможности интерпретации философии Гегеля далеко не исчерпаны. Нерсесянц приводит в связи с этим афоризм Гегеля:
«Великий человек осуждает людей на то, чтобы они его объясняли.»

### Другие оценки философии Гегеля
Фридрих Энгельс в 1886 году писал: 
…гегелевская система охватила несравненно более широкую область, чем какая бы то ни была прежняя система, и развила в этой области ещё и поныне поражающее богатство мыслей. Феноменология духа (которую можно было бы назвать параллелью эмбриологии и палеонтологии духа, отображением индивидуального сознания на различных ступенях его развития, рассматриваемых как сокращенное воспроизведение ступеней, исторически пройденных человеческим сознанием), логика, философия природы, философия духа, разработанная в её отдельных исторических подразделениях: философия истории, права, религии, история философии, эстетика и т. д., — в каждой из этих различных исторических областей Гегель старается найти и указать проходящую через неё нить развития. А так как он обладал не только творческим гением, но и энциклопедической учёностью, то его выступление везде составило эпоху. Само собой понятно, что нужды «системы» довольно часто заставляли его здесь прибегать к тем насильственным конструкциям, по поводу которых до сих пор подымают такой ужасный крик его ничтожные противники. Но эти конструкции служат только рамками, лесами возводимого им здания. Кто не задерживается излишне на них, а глубже проникает в грандиозное здание, тот находит там бесчисленные сокровища, до настоящего времени сохранившие свою полную ценность.

По мнению немецкого философа XX века Николая Гартмана, заслуга гегелевской логики состоит в том, что
в ней содержится величайший категориальный анализ из всех, коими мы располагаем… Исчерпать её в философском отношении до сих пор не удалось даже и в малой степени.
Людвиг фон Мизес в своей работе «Теория и история» (1957) писал: 
В философии Гегеля логика, метафизика и онтология в сущности тождественны. Процесс реального становления — это аспект логического процесса мышления. Схватывая законы логики при помощи априорного мышления, разум обретает точное знание реальности. Не существует дороги к истине, кроме той, которая обеспечивается изучением логики.
Специфическим принципом логики Гегеля является диалектический метод. Мышление движется трёхчастным путём. От тезиса к антитезису, то есть к отрицанию тезиса, a от антитезиса к синтезу, то есть к отрицанию отрицания Тот же самый тройственный принцип проявляется и в реальном становлении. Ибо единственной реальной вещью во Вселенной является Geist (разум или дух). Материальные вещи не обладают для себя бытием. Субстанция материи находится вне её, дух есть у себя бытие. То, что называется действительностью — помимо разума и божественного действия — в свете этой философии есть нечто гнилое или косное (ein Faules), которое может казаться, но не является в себе действительным.

<…> Гегель был последователен, предполагая, что логический процесс точно отражается в процессах, происходящих в том, что обычно называется реальностью. Он не противоречит себе, применяя логическое априори к интерпретации Вселенной.
По мнению французского философа XX века Бертрана де Жувенеля, концепция общества Гегеля отражала исторические сдвиги его времени. Противопоставив свою доктрину концепции Руссо, «гражданским обществом» Гегель называл представление об обществе, существовавшее до Великой Французской Революции, в котором главным были индивидуумы, а самым ценным — их цели и частные интересы. «Государство» же у Гегеля, по де Жувенелю, в его новой концепции является институтом, обязанным обеспечить защиту этих индивидуумов от внешней опасности и друг от друга, при этом сам личный интерес требует порядка и власти, которая бы этот порядок гарантировала. Независимо от объёма наделяемых полномочий, порядок и власть являются морально подчинёнными, поскольку установлены лишь для содействия выполнению индивидуумами своих личных целей, а индивидуум осознаёт своё предназначение как члена общества через участие в коллективной жизни и принимает, наконец, общество как цель.
В то же время, по де Жувенелю, Гегель, проясняя, как он считал, достаточно туманное понятие Руссо об общей воле, вводит различие между волею всех и общей волей и определяет общую волю как ведущую к цели. Это приводит к выводу о том, что общая воля присуща лишь сознательным членам общества и, по мнению де Жувенеля, даёт им возможность действовать авторитарными методами. Де Жувенель считает, что Гегель не хотел создавать авторитарную теорию, но его политическими идеями воспользовались именно в этом ключе.
Как показывает современный философ К. В. Деревянко, часто критика Гегеля исходит от авторов, в действительности не взявших на себя труд («не нашедших времени») прочитать и осмыслить его произведения.

## Основные сочинения
- Феноменология духа (1807)
- Наука логики (1812—1816)
- «Энциклопедия философских наук» (Enzyklopädie der philosophischen Wissenschaften) (1817; с дополнениями переиздавалась в 1827 и 1830)
- Философия права (1821)

Все сочинения Гегеля можно классифицировать согласно делению в «ЭФН»:
1. «Наука логики»
  - «Наука логики» (Wissenschaft der Logik, 1812—1816, переработанное издание 1831; также называется «Большой логикой»)
2. «Философия природы» (Naturphilosophie)
3. «Философия духа» (Philosophie des Geistes)
  - «Феноменология духа» (Phänomenologie des Geistes, 1806/07 — первоначально первая часть первого, неполного варианта системы под заглавием «Система наук»)
  - «Философия права» (Grundlinien der Philosophie des Rechts, (1821)
  - «Философия истории» (Philosophie der Geschichte)
  - «Лекции по эстетике» (Vorlesungen über die Ästhetik)
  - «Философия религии» (Philosophie der Religion)
  - «Лекции по истории философии» (Vorlesungen über die Geschichte der Philosophie)

Сочинения, не относящиеся к системе и малые сочинения:
- «Философская пропедевтика»
- «Позитивность христианской религии» (Die Positivität der christlichen Religion, 1795/96)
- Элевсин (Гёльдерлину) (1796)
- «Дух христианства и его судьба» (Der Geist des Christentums und sein Schicksal, 1799/1800)
- «Состояние Германии» (Die Verfassung Deutschlands, 1800-02)
- Различные формы, которые имеют место в нынешней философии (Mancherlei Formen die beim jetzigen Philosophieren vorkommen, 1801)
- «Различие философских систем Фихте и Шеллинга» (Die Differenz des Fichteschen und Schellingschen Systems der Philosophie, 1801)
- «О сущности философской критики» (Über das Wesen der philosophischen Kritik, 1802)
- «Как общечеловеческий разум  понимает философию» (Wie der gemeine Menschenverstand die Philosophie nehme, 1802)
- «Отношение скептицизма к философии» (Verhältnis des Skeptizismus zur Philosophie, 1802)
- «Вера и знание, или Рефлекскивная философия субъективности в полноте её форм как философия Канта, Якоби и Фихте» (Glauben und Wissen oder Reflexionsphilosophie der Subjektivität in der Vollständigkeit ihrer Formen als Kantische, Jacobische und Fichtesche Philosophie, 1803)
- «О научных способах трактовки естественного права» (Über die wissenschaftlichen Behandlungsarten des Naturrechts, 1803)
- «Кто мыслит абстрактно?» (Wer denkt abstrakt? — 1807, фрагмент)
- «Сочинения Фридриха Генриха Якоби» (Friedrich Heinrich Jacobis Werke, 1817)
- «Слушания в собрании земских чинов Вюртембергского королевства в 1815 и 1816 году» (Verhandlungen in der Versammlung der Landstände des Königreichs Württemberg im Jahr 1815 und 1816, (1817)
- «Сочинения и переписка Зольгера…» (Solgers nachgelassene Schriften und Briefwechsel, 1828)
- «Сочинения Гаманна» (Hamanns Schriften, 1828)
- «Об основании, членении и хронологии мировой истории» (Über Grundlage, Gliederung und Zeitenfolge der Weltgeschichte. Von J. Görres, 1830)
- «Об английском Билле о реформе» (Über die englische Reformbill, 1831)

### Издания русских переводов сочинений Гегеля
- Гегель. Курс эстетики или наука изящного. — СПб., 1847 (Части 1-2 в 2 т.); Москва, 1859-60 (Часть 3 в 3 т.). Третья часть переиздана в Москве в 1869. Перевод В. А. Модестова.
- Гегель. Энциклопедия философских наук в кратком очерке. — Москва, 1861—1868. Перевод В. П. Чижова.
- Гегель. Феноменология Духа. — СПб., 1913. Перевод под редакцией Э. Л. Радлова.
- Гегель. Наука логики. — СПб., 1916. Перевод Н. Г. Дебольского. Переиздана в 1929.
- Гегель. Философская пропедевтика. — Москва, 1927. Перевод С. Васильева.
- Гегель. Сочинения в 14 томах. 1929—1959.:

Т. 1-3, Энциклопедия философских наук, перевод Б. Г. Столпнера, и др.
Т. 4, Феноменология Духа, перевод Г. Г. Шпета.
Т. 5-6, Наука логики, перевод Б. Г. Столпнера.
Т. 7, Философия Права, перевод Б. Г. Столпнера.
Т. 8, Философия истории, перевод А. М. Водена.
Т. 9-11, Лекции по истории философии, перевод Б. Г. Столпнера.
Т. 12-14, Лекции по Эстетике, перевод Б. Г. Столпнера, П. С. Попова.
- Гегель. Эстетика: в 4 т. — М.: Искусство, 1968—1973. (на основе перевода Б. Г. Столпнера и П. С. Попова).
- Ряд переводов из Собрания сочинений в 14 томах был переиздан издательством «Мысль» в серии «Философское наследие» с небольшими изменениями. Также были впервые переведены и изданы «Философия религии» и двухтомник «Работы разных лет»:

Гегель. Работы разных лет: в 2 т. — М.: Мысль, 1970—1971. — (Философское наследие).
Гегель. Наука логики: в 3 т. — М.: Мысль, 1970—1972. — (Философское наследие).
Гегель. Энциклопедия философских наук: в 3 т. — М.: Мысль, 1974—1977. — (Философское наследие).
Гегель. Философия религии: в 2 т. — М.: Мысль, 1975—1977. — (Философское наследие).
Гегель. Философия права. — М.: Мысль, 1990. — (Философское наследие).
- Гегель. Политические произведения. — М.: Наука, 1978. — (Памятники философской мысли).
- Гегель. Различие между системами философии Фихте и Шеллинга. — Калининград, 1988—1990. — (Кантовский сборник, выпуски 13-15).
- Ряд переводов из Собрания сочинений в 14 томах был переиздан издательством «Наука» в серии «Слово о сущем»:

Гегель. Феноменология духа (Репринтное воспроизведение издания 1959 г. Вступ. статья К. А. Сергеева и Я. А. Слинина). — СПб.: Наука, 1992. — (Слово о сущем)— ISBN 5-02-028167-0. Переиздана в 2006.
Гегель. Лекции по истории философии. — СПб.: Наука, 1993—1994. — (Слово о сущем). Переизданы в 2006.
Гегель. Лекции по философии истории. — СПб.: Наука, 1993. — (Слово о сущем). Переизданы в 2005.
Гегель. Наука логики. — СПб.: Наука, 1997. — (Слово о сущем). Переиздана в 2005.
Гегель. Лекции по эстетике. — СПб.: Наука, 1999. — (Слово о сущем). Переизданы в 2007.
- Гегель. Феноменология духа. — М.: Наука, 2000. — (Памятники философской мысли).
- Переиздания последних лет:

Гегель. Феноменология Духа. Философия истории. — М.: Эксмо, 2007. — 880 с. — (Антология мысли) — ISBN 978-5-699-23516-2.
Гегель. Философия религии. В 2-х томах. — М.: РОССПЭН, 2007. — (Книга света) — ISBN 978-5-8243-0863-1, ISBN 978-5-8243-0859-4, ISBN 978-5-8243-0861-7.
Гегель. Философия права. — М.: Мир книги, 2007. — 464 с. — (Великие мыслители). — ISBN 978-5-486-01240-2.
Гегель. Феноменология духа. (Вступ. статья и комментарий Ю.Р. Селиванова). — М.: Академический проект, 2008. — 767 с. — (Философские технологии: философия). — ISBN 978-5-8291-1050-5.
Гегель. Лекции по философии духа. Берлин 1827/1828. В записи Иоганна Эдуарда Эрдмана и Фердинанда Вальтера / пер. с нем. К. Александрова. — М. : Издательский дом «Дело» РАНХиГС, 2014. — 304 с.
- Гегель. Вера и знание. Работы ранних лет / Пер. с нем., вступ. статья, примеч. А. А. Иваненко. — СПб.: Умозрение, 2021. — 384 с. — (Philosophia perennis). — ISBN 978-5-604-19746-2

## Переводчики Гегеля на русский язык
- Николай Дебольский
- Эвальд Ильенков
- Александр Кубицкий
- Борис Столпнер
- Борис Фохт
- Густав Шпет